# Fuori dal branco..!
Fuori dal branco..! è il secondo album del cantautore italiano Brando, pubblicato dall'etichetta discografica Polydor e distribuito dalla PolyGram nel 1994.
L'album, disponibile su musicassetta e compact disc, è prodotto da Francesco Virlinzi, che cura gli arrangiamenti insieme allo stesso Brando. I brani sono interamente composti dall'interprete ad eccezione di Sulla strada del cuore, Vittime eroi e Rosa nel deserto, i cui testi portano anche la firma di Camarilla.

## Tracce
1. Fatti i fatti tuoi
2. Dimmi come va
3. Martha
4. Sulla strada del cuore
5. Chi l'ha detto
6. Vittime eroi
7. Se perdo te
8. Il treno dei miei sogni
9. Fuori dal branco
10. Amico mio
11. Rosa nel deserto